# Les Grases (Herba-savina)
Les Grases és un indret del terme municipal de Conca de Dalt, a l'antic terme d'Hortoneda de la Conca, al Pallars Jussà, en territori que havia estat del poble d'Herba-savina.
Està situat a tocar i al nord del poble d'Herba-savina, sota l'extrem oriental de la Serra de Pessonada. És una partida rural rocosa, amb nombrosos matolls i esbarzers, en un pendís als peus del darrer tram de la serra.